# Just Good Friends
Just Good Friendser en duet mellem Michael Jackson og Stevie Wonder. Den er nummer fem på Bad-pladen. Sangen har ingen tilhørende musikvideo, og den handler om en pige, som de mener, elsker dem. Hun viser det bare aldrig, og hvis nogen spørger siger hun, at de bare er gode venner.